# Quasimodorogas confusus
Quasimodorogas confusus  (лат.) — вид паразитических наездников из семейства Braconidae (надсемейство Ichneumonoidea). Единственный вид рода Quasimodorogas Quicke & Butcher, 2011, названного в честь Квазимодо — героя романа «Собор Парижской богоматери» Виктора Гюго.

## Распространение
Юго-восточная Азия: Таиланд (Nam Province, Doi Phu Kha N P, office 19°12.458’N, 101°4.866’E, 1359 м).

## Описание
Длина тела 5,5 мм, переднее крыло — 6,0 мм, яйцеклад — 1 мм. Усики более чем вдвое превышают размеры тела, состоят из 63 флагелломеров и имеют относительно большую длину — 12,0 мм. Мезоскутум с хорошо развитыми нотаулями. Метасома короткая, тергиты с 2 по 5 с плотной скульптурой. 1-й тергит сильно суженный суббазально. Тергиты 2—5 с хорошо развитой боковой складкой. Гипопигий мелкий, слабо склеротизированный и вентрально слабо выпуклый. Усики в основании жёлтые, затемнённые к вершине. Соотношение длин частей передних ног: бедро — голень — лапка — базитарзус = 1.9: 2.0: 2.25: 1. Соотношение длин частей задних ног: бедро — голень — лапка = 1.0: 1.2: 1.25. Голова коричневато-жёлтая, вокруг глазков (оцеллий) и постеродорсально — чёрная. Мезосома в основном чёрная, пронотум и передняя часть мезоскутума белые, проподеум коричневато-жёлтый. Ноги жёлтые с белыми тазиками, бёдра задних ног — чёрные. Метасома почти полностью белая, но задняя часть 1-го тергита и тергиты 2—3 чёрные.

## Систематика
Авторы первоописания отнесли новый таксон к трибе Rogadini в составе подсемейства Rogadinae s.s. Предварительный молекулярный анализ показал, что род Quasimodorogas gen. n. близок к родам Rogasella Baker, Rogasodes Chen & He, Gyroneuron Kokujev, Gyroneuronella Baker.